# Коритцева Марія Сергіївна
Марі́я Сергі́ївна Кори́тцева (*25 травня 1985, Київ) — українська тенісистка-професіонал. За час кар'єри досягла найвищого рейтингу 18 серпня 2008 зайнявши 50 місце у рейтингу WTA. Володарка 6 титулів ITF, також здобула 4 титули чемпіонки турнірів WTA в парному розряді.

## Досягнення

### Одиночний розряд
| Турнір                                 | 2006 | 2007 | 2008 | 2009 | 2010 | 2011 | 2012 |
| -------------------------------------- | ---- | ---- | ---- | ---- | ---- | ---- | ---- |
| Відкритий чемпіонат Австралії з тенісу | 1р   | 1р   | 2р   | LQ   | LQ   | LQ   | LQ   |
| Відкритий чемпіонат Франції з тенісу   | LQ   | 1р   | 1р   | 2р   | LQ   | LQ   | A    |
| Вімблдонський турнір                   | LQ   | LQ   | 1р   | 1р   | LQ   | LQ   | A    |
| Відкритий чемпіонат США з тенісу       | LQ   | LQ   | 1р   | 1р   | 1р   | LQ   | A    |

## Перемоги над гравцями першої 10-ки
| #    | Гравець         | Рейтинг | Турнір                 | Покриття | Rd | Рахунок       | MKR      |
| ---- | --------------- | ------- | ---------------------- | -------- | -- | ------------- | -------- |
| 2009 |                 |         |                        |          |    |               |          |
| 1.   | Віра Звонарьова | Ранг 7  | ●, İstanbul, Туреччина | Тверде   | 1р | 6–2, 1–6, 6–4 | Ранг 127 |

## Фінали турнірів WTA

### Одиночний розряд 2 (0–2)
| Легенда                             |
| ----------------------------------- |
| Турніри Великого шолома (0–0)       |
| Турніри WTA Tour (0–0)              |
| Premier Mandatory & Premier 5 (0–0) |
| Premier (0–0)                       |
| International (0–2)                 |

| Результат | Ранг | Дата            | Турнір                                                | Покриття  | Опонент         | Рахунок  |
| --------- | ---- | --------------- | ----------------------------------------------------- | --------- | --------------- | -------- |
| Поразка   | 1.   | 23 вересня 2007 | Sunfeast Open, Індія                                  | Килим (i) | Марія Кириленко | 0–6, 2–6 |
| Поразка   | 2.   | 13 липня 2008   | Internazionali Femminili di Tennis di Palermo, Італія | Ґрунт     | Сара Еррані     | 2–6, 3–6 |

### Парний розряд 10 (6–4)
| Легенда                             |
| ----------------------------------- |
| Турніри Великого шолома (0–0)       |
| Турніри WTA Tour (0–0)              |
| Premier Mandatory & Premier 5 (0–0) |
| Premier (0–0)                       |
| International (6–4)                 |

| Результат | Ранг | Дата            | Турнір                                                | Покриття | Партнер          | Опонент in Final                                  | Рахунок          |
| --------- | ---- | --------------- | ----------------------------------------------------- | -------- | ---------------- | ------------------------------------------------- | ---------------- |
| Перемога  | 1.   | 24 липня 2005   | Internazionali Femminili di Tennis di Palermo, Італія | Ґрунт    | Джулія Казоні    | Клаудія Янс Аліція Росольська                     | 4–6, 6–3, 7–5    |
| Перемога  | 2.   | 22 липня 2007   | Internazionali Femminili di Tennis di Palermo, Італія | Ґрунт    | Дар'я Кустова    | Аліче Канепа Карін Кнапп                          | 6–4, 6–1         |
| Поразка   | 1.   | 12 жовтня 2007  | Sunfeast Open, Індія                                  | Тверде   | Альберта Бріанті | Алла Кудрявцева Ваня Кінг                         | 1–6, 4–6         |
| Перемога  | 3.   | 6 січня 2008    | ASB Classic, Нова Зеландія                            | Тверде   | Лілія Остерло    | Мартіна Мюллер Барбора Стрицова                   | 6–3, 6–4         |
| Поразка   | 2.   | 17 лютого 2008  | Vina del Mar, Чилі                                    | Ґрунт    | Юлія Шруфф       | Аліція Росольська Ліга Декмеєре                   | 5–7, 3–6         |
| Перемога  | 4.   | 21 вересня 2008 | Guangzhou International Women's Open, КНР             | Тверде   | Тетяна Пучек     | Сунь Тяньтянь Янь Цзи                             | 6–3, 4–6, 10–8   |
| Поразка   | 3.   | 20 жовтня 2008  | BGL Luxembourg Open, Люксембург                       | Тверде   | Віра Душевіна    | Сорана Кирстя Марина Еракович                     | 6–2, 3–6, [8–10] |
| Поразка   | 4.   | 13 липня 2009   | Internazionali Femminili di Tennis di Palermo, Італія | Ґрунт    | Дар'я Кустова    | Нурія Льягостера Вівес Марія Хосе Мартінес Санчес | 1–6, 2–6         |
| Перемога  | 5.   | 27 лютого 2011  | Abierto Mexicano TELCEL, Мексика                      | Тверде   | Ралука Олару     | Лурдес Домінгес Ліно Аранча Парра Сантонха        | 5–7, 7–5, [10–6] |
| Перемога  | 6.   | 24 липня 2011   | Baku Cup, Азербайджан                                 | Тверде   | Тетяна Пучек     | Моніка Нікулеску Галина Воскобоєва                | 6–3, 2–6, [10–8] |

## Фінали ITF

### Одиночний розряд 14 (7–7)
| Турніри $100,000 |
| Турніри $75,000  |
| Турніри $50,000  |
| Турніри $25,000  |
| Турніри $10,000  |

| Результат | Ранг | Дата             | Турнір                        | Покриття | Опонент              | Рахунок            |
| Поразка   | 1.   | 29 квітня 2002   | Дубровник, Хорватія           | Ґрунт    | Тіна Шієхтль         | 6–4, 4–6, 3–6      |
| Перемога  | 2.   | 14 липня 2002    | Торунь, Польща                | Ґрунт    | Яна Макурова         | 6–3, 6–0           |
| Поразка   | 3.   | 25 травня 2003   | Львів, Україна                | Ґрунт    | Ольга Лазарчук       | 4–6, 0–6           |
| Перемога  | 4.   | 20 липня 2003    | Гархінг-бай-Мюнхен, Німеччина | Ґрунт    | Елісе Тамаела        | 2–6, 6–4, 6–2      |
| Поразка   | 5.   | 25 серпня 2003   | Ріміні, Італія                | Ґрунт    | Мервана Югич-Салкич  | 1–6, 3–6           |
| Поразка   | 6.   | 21 вересня 2003  | Тбілісі, Грузія               | Ґрунт    | Олена Весніна        | 4–6, 3–6           |
| Перемога  | 7.   | 29 травня 2005   | Кампобассо, Італія            | Ґрунт    | Зузана Кучова        | 5–7, 6–1, 7–5      |
| Перемога  | 8.   | 5 червня 2005    | Галатіна, Італія              | Ґрунт    | Олена Весніна        | 6–3, 6–2           |
| Поразка   | 9.   | 14 серпня 2005   | Ріміні, Італія                | Ґрунт    | Лурдес Домінгес Ліно | 6–0, 0–6, 3–6      |
| Перемога  | 10.  | 25 вересня 2005  | Джунія, Ліван                 | Ґрунт    | Лурдес Домінгес Ліно | 7–5, 7–5           |
| Поразка   | 11.  | 30 жовтня 2005   | Стамбул, Туреччина            | Тверде   | Оксана Любцова       | 6–2, 1–6, 1–6      |
| Поразка   | 12.  | 13 травня 2007   | Джунія, Ліван                 | Ґрунт    | Селіма Сфар          | 2–6, 6–4, 6–7(3–7) |
| Перемога  | 13.  | 5 листопада 2007 | Джунія, Ліван                 | Ґрунт    | Лаура Зігемунд       | 6–1, 6–3           |
| Перемога  | 14.  | 10 вересня 2016  | Буча, Україна                 | Ґрунт    | Alexandra Perper     | 4–0 ret.           |

### Парний розряд: 30 (20–10)
| Результат | NO  | Дата              | Турнір                     | Покриття   | Партнер             | Опоненти                                       | Рахунок                |
| Перемога  | 1.  | 16 червня 2002    | Кендзежин-Козьле, Польща   | Ґрунт      | Валерія Бондаренко  | Ленка Тварошкова Мартіна Бабакова              | 6–3, 6–0               |
| Поразка   | 2.  | 19 травня 2003    | Львів, Україна             | Ґрунт      | Ірина Бремон        | Анна Бастрікова Ганна Запорожанова             | 4–6, 4–6               |
| Перемога  | 3.  | 16 червня 2003    | Ленцергайде, Швейцарія     | Ґрунт      | Dimana Krastevitch  | Claudia Kuleszka Ліна Станчюте                 | 6–3, 6–2               |
| Перемога  | 4.  | 18 квітня 2004    | Біарріц, Франція           | Ґрунт      | Олена Татаркова     | Альона Бондаренко Валерія Бондаренко           | 7–5, 6–0               |
| Поразка   | 5.  | 3 травня 2004     | Катанія, Італія            | Ґрунт      | Надія Островська    | Стефані Форец Віржіні Раззано                  | 2–6, 1–6               |
| Поразка   | 6.  | 28 червня 2004    | Штутгарт, Німеччина        | Ґрунт      | Дарія Юрак          | Ванесса Генке Anousjka Van Exel                | 4–6, 5–7               |
| Перемога  | 7.  | 2 серпня 2004     | Ріміні, Італія             | Ґрунт      | Юліана Федак        | Роса Марія Андрес Родрігес Андрея Ехрітт-Ванк  | 7–6(9–7), 6–3          |
| Перемога  | 8.  | 7 лютого 2005     | Капріоло, Італія           | Тверде (i) | Емма Лайне          | Клаудія Янс Аліція Росольська                  | 3–6, 6–4, 7–5          |
| Перемога  | 9.  | 5 квітня 2005     | Коацакоалькос, Мексика     | Тверде     | Ріта Куті-Кіш       | Кільдін Шевальє Хорхеліна Краверо              | 6–2, 6–3               |
| Перемога  | 10. | 10 липня 2005     | Кунео, Італія              | Ґрунт      | Галина Воскобоєва   | Сара Еррані Джулія Габба                       | 6–3, 7–5               |
| Перемога  | 11. | 7 серпня 2005     | Мартіна-Франка, Італія     | Ґрунт      | Жофія Губачі        | Лурдес Домінгес Ліно Кончіта Мартінес Гранадос | 6–1, 6–3               |
| Перемога  | 12. | 14 серпня 2005    | Ріміні, Італія             | Ґрунт      | Джулія Казоні       | Дар'я Кустова Катерина Макарова                | 6–2 6–4                |
| Поразка   | 13. | 11 вересня 2005   | Денен, Франція             | Ґрунт      | Жофія Губачі        | Луціє Градецька Владіміра Угліржова            | 0–6, 5–7               |
| Перемога  | 14. | 25 вересня 2005   | Джунія, Ліван              | Ґрунт      | Анастасія Якімова   | Антипіна Олена Володимирівна Гана Шромова      | 7–5, 6–2               |
| Перемога  | 15. | 30 жовтня 2005    | Стамбул, Туреччина         | Тверде     | Жофія Губачі        | Агнешка Радванська Уршуля Радванська           | 6–3, 6–3               |
| Перемога  | 16. | 16 жовтня 2006    | Сен-Рафаель (Вар), Франція | Килим      | Галина Воскобоєва   | Алізе Корне Юлія Федосова                      | 6–2, 6–4               |
| Поразка   | 17. | 27 листопада 2006 | Мілан, Італія              | Килим (i)  | Емма Лайне          | Клаудія Янс Аліція Росольська                  | 7–6(7–5), 5–7, 4–6     |
| Runner–up | 18. | 26 січня 2007     | Капріоло, Італія           | Килим (i)  | Дар'я Кустова       | Сара Еррані Джулія Габба                       | 4–6, 5–7               |
| Перемога  | 19. | 4 лютого 2007     | Ортізеї, Італія            | Килим (i)  | Ольга Виметалкова   | Дар'я Кустова Тетяна Пучек                     | 6–3, 4–6, 6–3          |
| Перемога  | 20. | 9 квітня 2007     | Чивітавекк'я, Італія       | Ґрунт      | Катерина Деголевич  | Дар'я Кустова Катерина Макарова                | 7–6(8–10), 5–7, 6–1    |
| Перемога  | 21. | 16 квітня 2007    | Барі, Італія               | Ґрунт      | Вероніка Капшай     | Софі Фергюсон Катарина Кашликова               | 7–5, 6–2               |
| Runner–up | 22. | 18 серпня 2007    | Бронкс, США                | Тверде     | Дар'я Кустова       | Луціє Градецька Уршуля Радванська              | 3–6, 6–1, 1–6          |
| Перемога  | 23. | 12 вересня 2007   | Харків, Україна            | Тверде     | Дар'я Кустова       | Альона Бондаренко Катерина Бондаренко          | 7–6(12–10), 6–3        |
| Перемога  | 24. | 19 жовтня 2008    | Ортізеї, Італія            | Килим (i)  | Ярослава Шведова    | Марет Ані Галина Воскобоєва                    | 6–2, 6–1               |
| Перемога  | 25. | 10 жовтня 2009    | Джунія, Ліван              | Ґрунт      | Дар'я Кустова       | Катерина Деголевич Юліана Федак                | 6–3, 6–4               |
| Перемога  | 26. | 11 вересня 2010   | Б'єлла, Італія             | Ґрунт      | Ралука Олару        | Андрея Клепач Орелі Веді                       | 7–5, 6–4               |
| Runner–up | 27. | 20 вересня 2010   | Сен-Мало, Франція          | Ґрунт      | Ралука Олару        | Петра Цетковська Луціє Градецька               | 4–6, 2–6               |
| Runner–up | 28. | 5 березня 2012    | Ірапуато, Мексика          | Тверде     | Марія Елена Камерін | Жанетта Гусарова Каталін Мароші                | 2–6, 7–6(11–9), [7–10] |
| Runner–up | 29. | 12 березня 2012   | Poza Rica, Мексика         | Тверде     | Марія Елена Камерін | Яна Чепелова Ленка Вєнерова                    | 5–7, 6–2, [3–10]       |
| Перемога  | 30. | 13 листопада 2016 | Анталія, Туреччина         | Тверде     | Diana Khodan        | Берфу Дженгіз Меліс Сезер                      | 6–1, 6–4               |